# Maison de la canne
La Maison de la Canne, sur la commune des Trois-Îlets en Martinique, présente l'histoire de la canne à sucre depuis son introduction en Martinique au milieu du XVIIe siècle. C'est un musée régional visible de la route entre Les Trois-Îlets et Rivière-Salée.

## Description
L’Association martiniquaise de la Maison de la Canne, composée en grande partie de professeurs du lycée Victor-Schœlcher, a été créée en 1981 pour sauvegarder et promouvoir le riche passé industriel sucrier de la Martinique à la suite de la fermeture de nombreuses habitations sucrières et de la disparition des usines centrales autour desquelles s’était construite pendant trois siècles, la vie économique et sociale de l’île.
En mai 1987, l'association fonde la Maison de la canne sur un domaine de plus de 2 hectares où était implantée l'ancienne distillerie de Vatable, créée par Justin Mario en 1916 et qui produisait le rhum « Le Soleil » jusqu'en 1962.
En 1992, l'association vend au franc symbolique la Maison de la Canne au Conseil régional de la Martinique et elle devient alors le second musée régional.

### Thèmes du musée
Bâtiment principal : 
- Rez-de-chaussée :
  - Histoire de la canne avec des expositions temporaires en plus de l'exposition permanente "Une terre, une plante, un peuple"
- Étage :
  - Explications sur la fabrication du rhum

Bâtiment secondaire : 
- Exposition temporaire

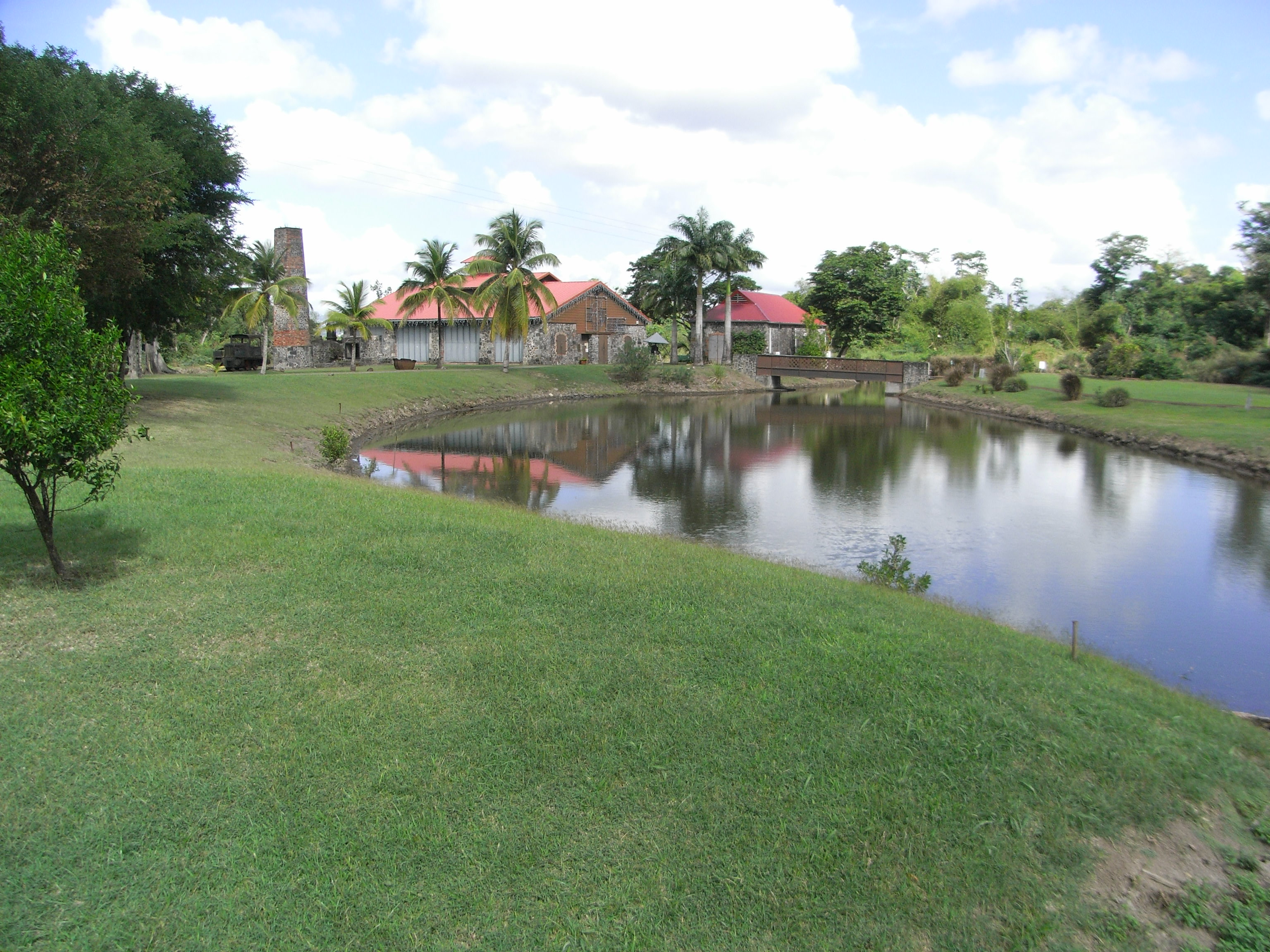
Maison de la canne
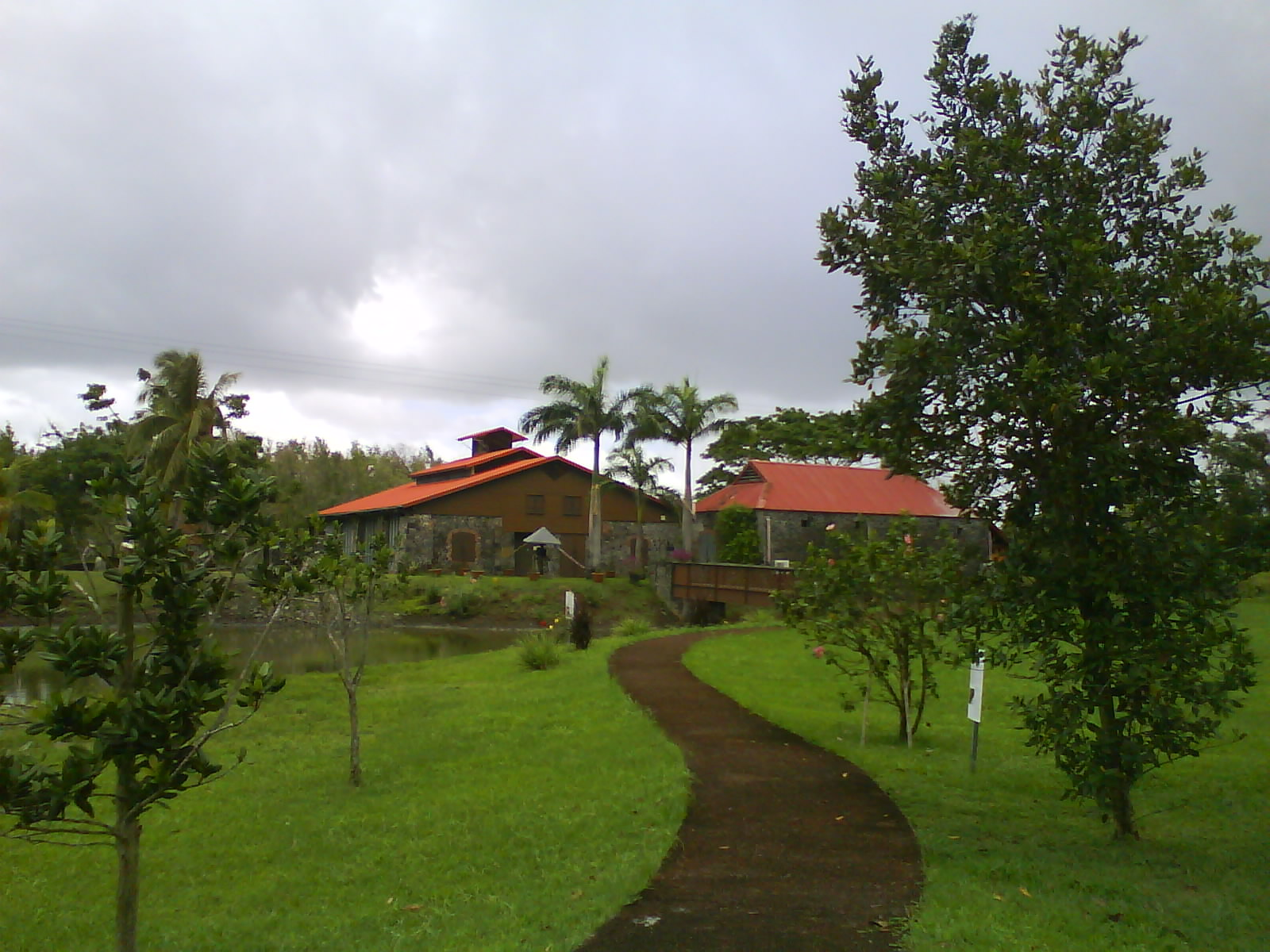
Vue sur la maison de la canne
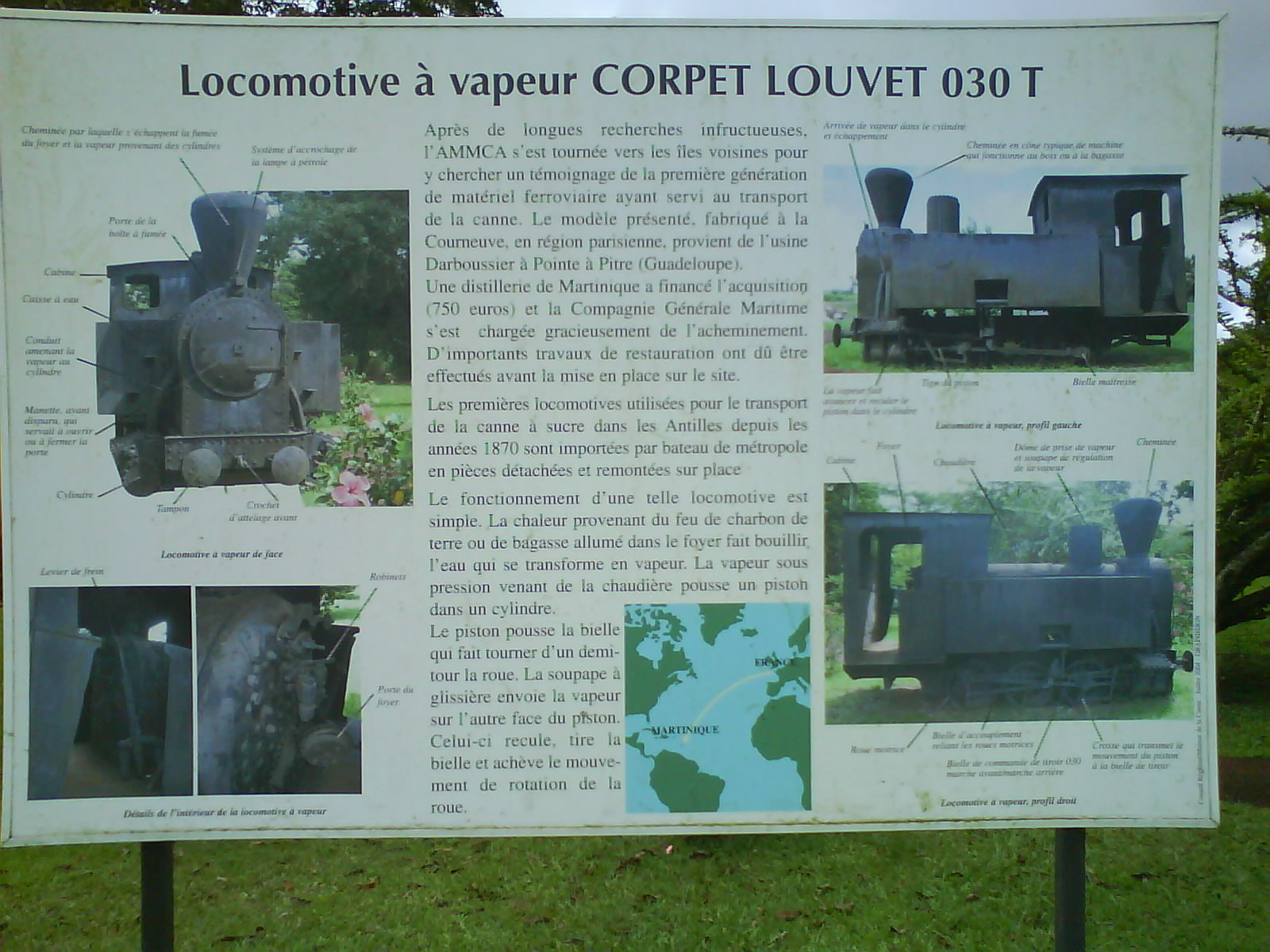
Locomotive à vapeur Corpet-Louvet 030T
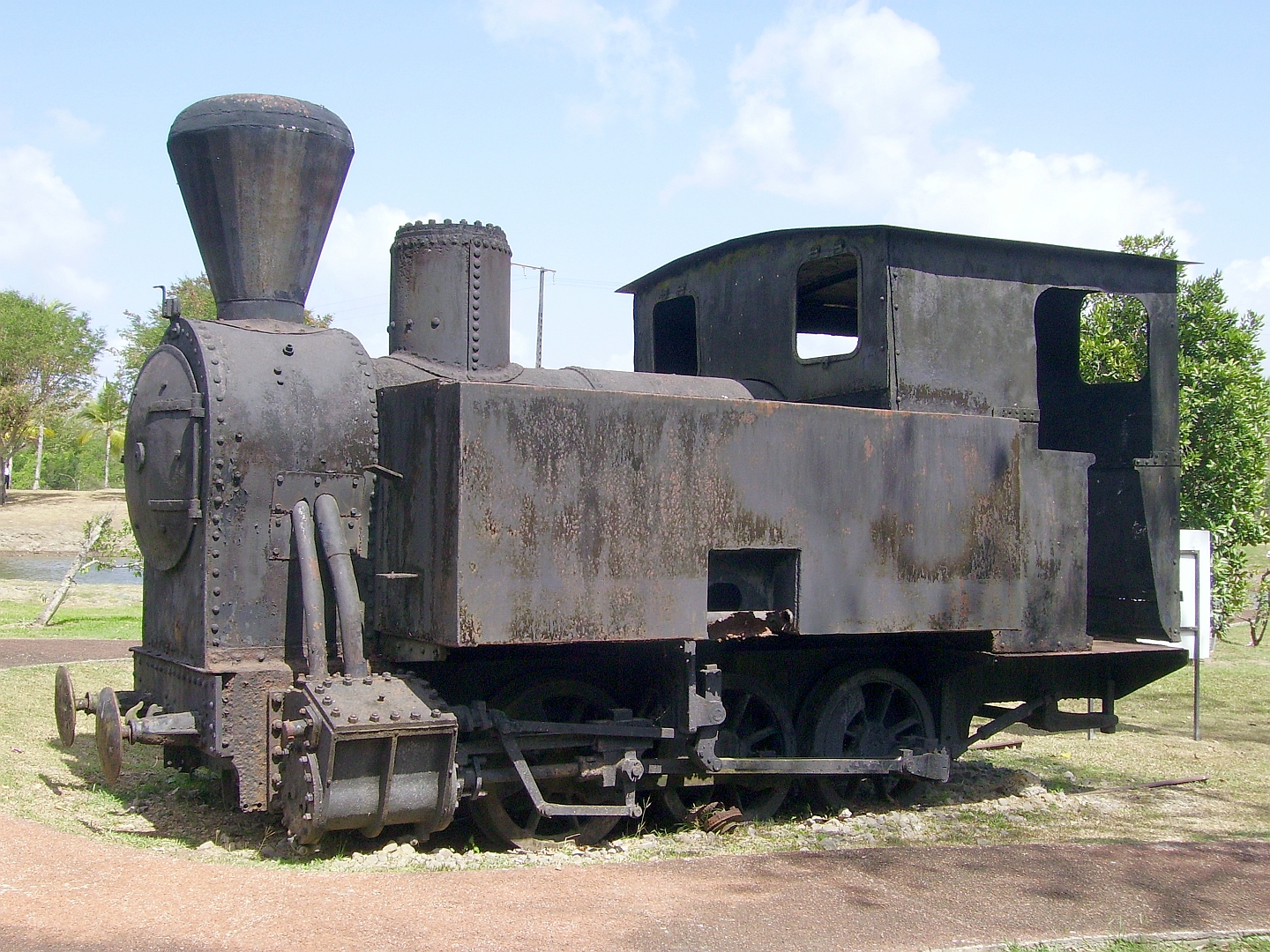
Locomotive à vapeur Corpet-Louvet 030T

## Horaires
- Mardi et mercredi de 08h30 à 17h30.
- Vendredi et samedi de 08h30 à 17h00.
- Dimanche de 09h à 17h.